# Heinrich von Rosencron
Heinrich Fonne von Rosencron (geborener Heinrich Fonne; * um 1630; † 27. September 1690 in Reval, Schwedisch-Estland) war ein Jurist und Bürgermeister von Reval.

## Leben
Er stammte aus einer Lübecker Kaufmannsfamilie. Der Vater Johann Fonne († 1653) war nach Reval eingewandert und wurde dort Ratsherr und Kämmerer, die Mutter Margarete, geborene Hudde, war eine Revaler Kaufmannstochter. Der Sprachforscher Tönnies Fonne war wahrscheinlich ein Onkel.
Heinrich Fonne immatrikulierte sich 1644 noch minderjährig an der Universität Dorpat und studierte seit 1653 in Gießen Jura.
1658 wurde er Ratssekretär (Stadtschreiber) in seiner Heimatstadt Reval. 1667 wurde Heinrich Fonne dazu noch Vizesyndikus und stand damit im Rang vor allen Ratsherren außer den Bürgermeistern. 1672 gab er diese Ämter auf und wurde 1673 Syndikus der Stadt.
1675 wurde Fonne in den schwedischen Adelsstand erhoben und erhielt den Adelsnamen von Rosencrona. In diesem Jahr wurde er zu einem der vier Bürgermeister von Reval gewählt. 1680 ernannte ihn der schwedische König Karl XI. dazu zum Assistenzrat im Herzogtum Estland. Auf Grund von behaupteter Amtsüberschreitung setzte ihn der Revaler Rat im darauffolgenden Jahr als Bürgermeister ab. Der König bestätigte das Urteil im Wesentlichen. 1687 ernannte er Heinrich von Rosencron dennoch zum Justizbürgermeister von Reval, einem extra für ihn neu geschaffenen Amt, und damit zum Präsidenten (präsidierenden Bürgermeister) des Stadtrats und stellte ihn ausdrücklich unter den Schutz der schwedischen Krone. 1690 starb von Rosencron im Amt.
Heinrich von Rosencron besaß seit 1677 das Gut Addila (Adila).

## Ehe und Nachkommen
Heinrich von Rosencron war mit Gertrud von Rosenbach, einer Tochter des Bürgermeisters Bernhard von Rosenbach verheiratet. Sie hatten mehrere Kinder, einige behielten den bürgerlichen Namen Fonne, andere erhielten den adligen von Rosencron.
- Gotthard Fonne (1665–1698), wurde evangelischer Prediger an St. Olai in Reval und war 1693  kurzzeitig kommissarischer Bischof von Reval.[3]
- Melchior Fonne († 1710), Leutnant
- Catharina von Corbmacher, Ehefrau von Johann Dietrich von Corbmacher, Justizbürgermeister von Reval 1690–1702 (Nachfolger von Heinrich von Rosencron)
- Heinrich von Rosencron, erbte das Gut Adila, mit seinen Kindern starb der adlige Stamm der Familie in männlicher Linie aus
- Sophia von Rosencron, Ehefrau von Karl von Lilienfeld, die Familie erbte das Gut Adila